# Rdzawiec
Rdzawiec (Pollachius pollachius) – gatunek morskiej ryby dorszokształtnej z rodziny dorszowatych (Gadidae).

## Zasięg występowania
Północny Atlantyk. W Bałtyku spotykany rzadko (najczęściej w jego zachodniej części).

## Charakterystyka
Prowadzi drapieżny tryb życia, poluje głównie na ryby ławicowe oraz skorupiaki. Osiąga długość od 30 cm do 100 cm (maksymalnie 130 cm), maksymalna masa ciała wynosi 18 kg.

## Rozmnażanie
Tarło odbywa się wiosną, na głębokości od 60 do 200 m.